# Прапор Алушти
Пра́пор Алу́шти затверджений рішенням 25/13 25 сесії 23 скликання Алуштинської міської ради від 19 березня 2002 року.

## Опис
Прапор являє собою прямокутне полотнище, що складається з трьох частин.
Верхня ліва частина синього кольору, нижня права частина жовтого кольору. Між ними розташована червона смуга, ширина якої становить 1/4 довжини, що проходить по діагоналі з верхнього правого кута в нижній лівий кут. У древка на відстані 1/10 висоти прапора і 1/10 довжини прапора розташоване стилізоване зображення вежі білого кольору над трьома рядами жовтих хвиль. Висота усієї фігури становить 1/3 висоти прапора, а ширина 2/10 довжини з дотриманням еталонного зображення на гербі міста. Співвідношення висоти до його довжини як 2:3.

## Символіка кольорів
Як кольори прапора прийняті кольори герба міста Алушти — синій, білий, жовтий і червоний. Вежа зі стінами символізує місто. Синій колір вказує на красу, велич, вірність, єдність і море. Червоний колір є символом мужності, доблесті і безстрашності. Він також є одним з гербових кольорів Візантії, що заснувала місто. Жовтий колір означає багатство, справедливість, великодушність і сонце. Білий колір є знаком чистоти і шляхетності.
Автор — Віктор Михайлович Надікта.